# La Grande Vadrouille
La Grande Vadrouille er en fransk film fra 1966 instrueret af Gérard Oury.
Filmens danske titel er Undskyld vi flygter

## Medvirkende
- Bourvil som Augustin Bouvet
- Louis de Funès som Stanislas Lefort
- Claudio Brook som Peter Cunningham
- Mike Marshall som Alan MacIntosh
- Marie Dubois som Juliette